# Uslar
Uslar er en by i Tyskland med omkring 15.794 indbyggere (06/2006) i delstaten Niedersachsen. Byen strækker sig 113,4 km². De nærmeste store byer er Hannover (120 km mod nord), Göttingen (34 km mod øst) og Frankfurt am Main (240 km mod syd).

## Økonomi og infrastruktur

### Infrastruktur
Uslar ligger ved motorvejen (Bundesautobahn) A7 (E45) og ved hovedvej (Bundesstraße) B241.

### Virksomheder
Den største arbejdsplads i Uslar er Demag Cranes & Components.

## Bygningsværker
- Rathaus (opført 1476)
- St. Johannis Kirche (kirke)

## Personer fra Uslar
- Georg Ludwig Friedrich Laves

## Ekstern henvisning
- Wikimedia Commons har flere filer relateret til Uslar